# Hernán Hochschild
Hernán Hochschild Alessandri (Santiago, 20 de enero de 1955-ibíd., 18 de agosto de 2014) fue un ingeniero comercial, empresario y dirigente gremial chileno, presidente de la Sociedad Nacional de Minería (Sonami) por espacio de siete años.

## Biografía
Su abuelo fue el alemán Sali Hochschild, ingeniero de minas que llegó a Chile en 1911 junto a su esposa Ana Kaufmann. Su padre fue Walter Hochschild, empresario que prolongó el sello minero de su familia tras estudiar en la Escuela Naval de Valparaíso.
Hochschild Alessandri se formó en el Saint George's College y el Instituto Nacional General José Miguel Carrera de Santiago. Casado con Paz Ovalle, era padre de cinco hijos.
Durante el Gobierno del presidente Salvador Allende (1970-1973) se trasladó con toda su familia a Buenos Aires, Argentina. En esa ciudad ingresaría a estudiar ingeniería comercial, en la Universidad de Buenos Aires, carrera que retomaría en la Universidad de Chile tras el regreso a su país, en 1978.
Falleció a la edad de 59 años, luego de enfrentar una larga enfermedad.

## Actividad empresarial
En 1981 se hizo cargo de la parte comercial e industrial de los negocios familiares. En 1982 se incorporó a la Sociedad Nacional de Minería (Sonami), entidad de la que fue consejero a partir de 1986.
En 1995 alcanzó la primera vicepresidencia de la Sonami, acompañando a Walter Riesco, a quien terminó por suceder como presidente tras el nombramiento de este en la Confederación de la Producción y del Comercio (CPC), la principal organización empresarial de Chile. Durante su gestión debió enfrentar la formación, en 1998, de un nuevo referente del sector, el Consejo Minero, el cual surgiría por el desacuerdo de las grandes mineras con la estrategia seguida por la entidad. Dejó la Sonami para concentrarse en sus actividades privadas en septiembre de 2004.